# Amarante (España)
Amarante (llamada oficialmente San Fiz de Amarante) es una parroquia española del municipio de Antas de Ulla, en la provincia de Lugo, Galicia.

## Otras denominaciones
La parroquia también es conocida por el nombre de San Félix de Amarante.

## Organización territorial
La parroquia está formada por siete entidades de población:
- Bellós
- Chorente
- Ermida (Ermide)
- Nugallás
- Seixo (O Seixo)
- San Fiz
- Vilasión

## Demografía
| Gráfica de evolución demográfica de Amarante entre 2000 y 2019 |
|                                                                |
| Datos según el nomenclátor publicado por el INE.               |